# Akihito Kusunose
Akihito Kusunose (født 4. december 1986) er en tidligere japansk fodboldspiller.
Han har spillet for flere forskellige klubber i sin karriere, herunder Vissel Kobe og Matsumoto Yamaga FC.